# Przygody Chipmanków
Przygody Chipmanków / Przygoda wiewiórek (ang. The Chipmunk Adventure) – amerykański film animowany z 1987 roku w reżyserii Janice Karman.
Film zarobił 6,8 mln dolarów w samych USA.

## Fabuła
Chipmanki (Wiewióry): Alvin, Simon i Theodore są przygnębieni, gdyż ich opiekun Dave wyrusza w daleką służbową podróż. Aby poprawić sobie nastrój udają się do salonu gier video, gdzie spotykają Chipetki (Wiewióreczki): Brittany, Janette i Eleonor, z którymi grają w swoją ulubioną grę „W 80 dni dookoła świata”. Podczas zabawy obserwuje ich para nikczemnych przemytników diamentów – Klaus i Claudia Furstein, która proponuje im udział w fascynującej podróży balonem dookoła świata, której zwycięzca otrzyma 100 000 dolarów. Alvin i reszta niczego nie podejrzewając wyruszają po wielką przygodę.

## Obsada (głosy)
- Ross Bagdasarian, Jr. jako Alvin, Simon i David "Dave" Seville
- Janice Karman jako Theodore, Brittany, Janette i Eleanor
- Dody Goodman jako Pani Miller
- Anthony De Longis jako Klaus Furschtein
- Susan Tyrrell jako Claudia Furschtein
- Frank Welker jako Sophie
- Ken Sansom jako Inspektor Jamal
- Nancy Cartwright jako arabski książę

## Wersja polska
Przygody Chipmanków – wersja wydana na kasetach VHS z polskim lektorem i angielskim dubbingiem.
- Wersja polska: Imperial Entertainment Poland Warszawa
- Tekst polski: Zuzanna Naczyńska
- Czytała: Joanna Dukaczewska

## Ścieżki dźwiękowe
Lista utworów:
1. "Chipmunk Adventure Theme" - Royal Philharmonic Orchestra
2. "I, Yi, Yi, Yi, Yi/Cuanto le Gusta - The Chipmunks
3. "Off to See the World - The Chipmunks and the Chipettes
4. "Weekend in France, Italy, England, Amsterdam, Greece..." - David Seville and the Chipmunks
5. "The Girls and Boys of Rock and Roll" - The Chipmunks and the Chipettes
6. "Flying with the Eagles" - The Chipmunks and the Chipettes
7. "Getting Lucky" - The Chipettes
8. "Mexican Holiday" - The Chipmunks
9. "My Mother" - The Chipettes
10. "Wooly Bully" - The Chipmunks
11. "Diamond Dolls" - The Chipettes